# Māhān
Māhān (persiska: ماهان, Māhūn) är en ort i Iran.   Den ligger i provinsen Kerman, i den sydöstra delen av landet, 800 km sydost om huvudstaden Teheran. Māhān ligger 1 901 meter över havet och antalet invånare är 16 787.
Terrängen runt Māhān är varierad.Runt Māhān är det glesbefolkat, med 13 invånare per kvadratkilometer. Māhān är det största samhället i trakten. Omgivningarna runt Māhān är i huvudsak ett öppet busklandskap.